# 야누시 고르타트
야누시 카지미에시 고르타트(폴란드어: Janusz Kazimierz Gortat, 1948년 11월 5일~2023년 12월 19일)는 폴란드의 권투 선수, 지도자이다. 전미 농구 협회에서 활약한 농구 선수인 마르친 고르타트의 아버지이다.